# Економіка Франції
Франція — високорозвинена індустріально-аграрна країна. За розмірами ВВП і обсягом промислового виробництва Франції, займає одне з провідних місць у західному світі (разом зі США, ФРН, Великою Британією та ін.). Провідна галузь промисловості — машинобудування. Розвинуті автобудування, суднобудування, тракторо- і авіабудування, електротехнічна і радіоелектронна промисловість, а також хімічна (виробництво соди, добрив, хімічних волокон, пластмас), нафтопереробна і нафтохімічна промисловість. Експортне значення мають виробництво текстилю, одягу, галантереї, харчова промисловість і виноробство.

## Макроекономіка

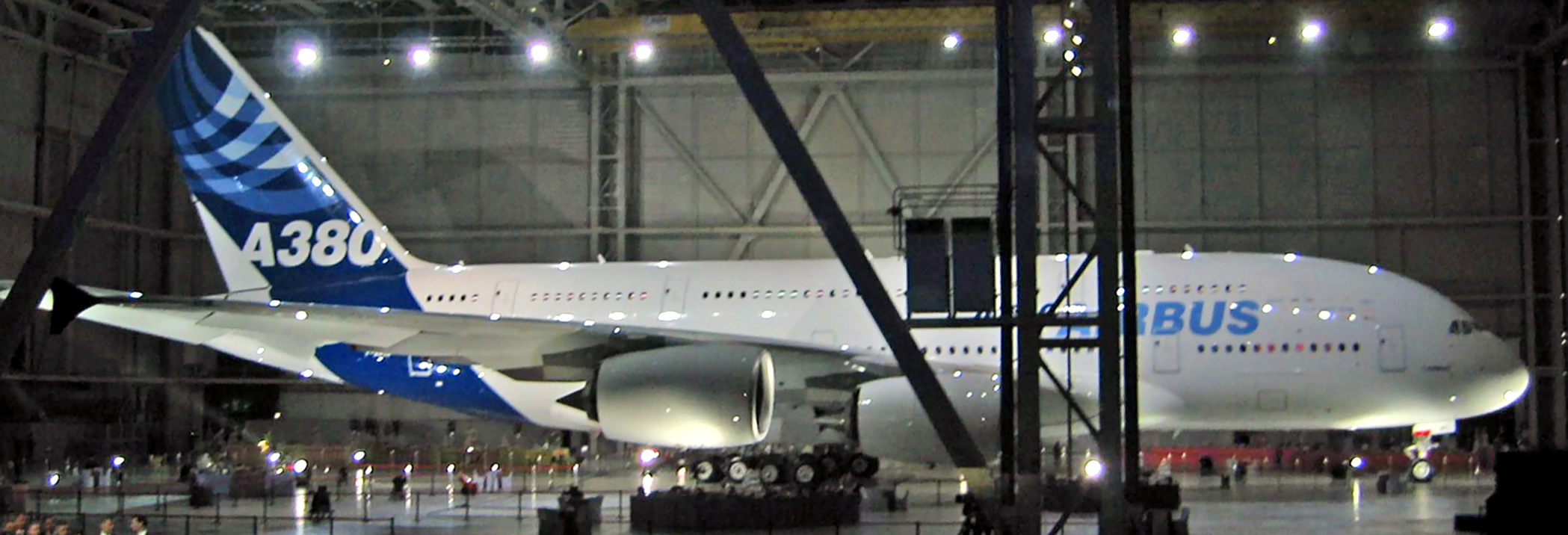
Перший Airbus A380 на презентації в Тулузі, як символ глобалізації та міці європейської та французької економік.

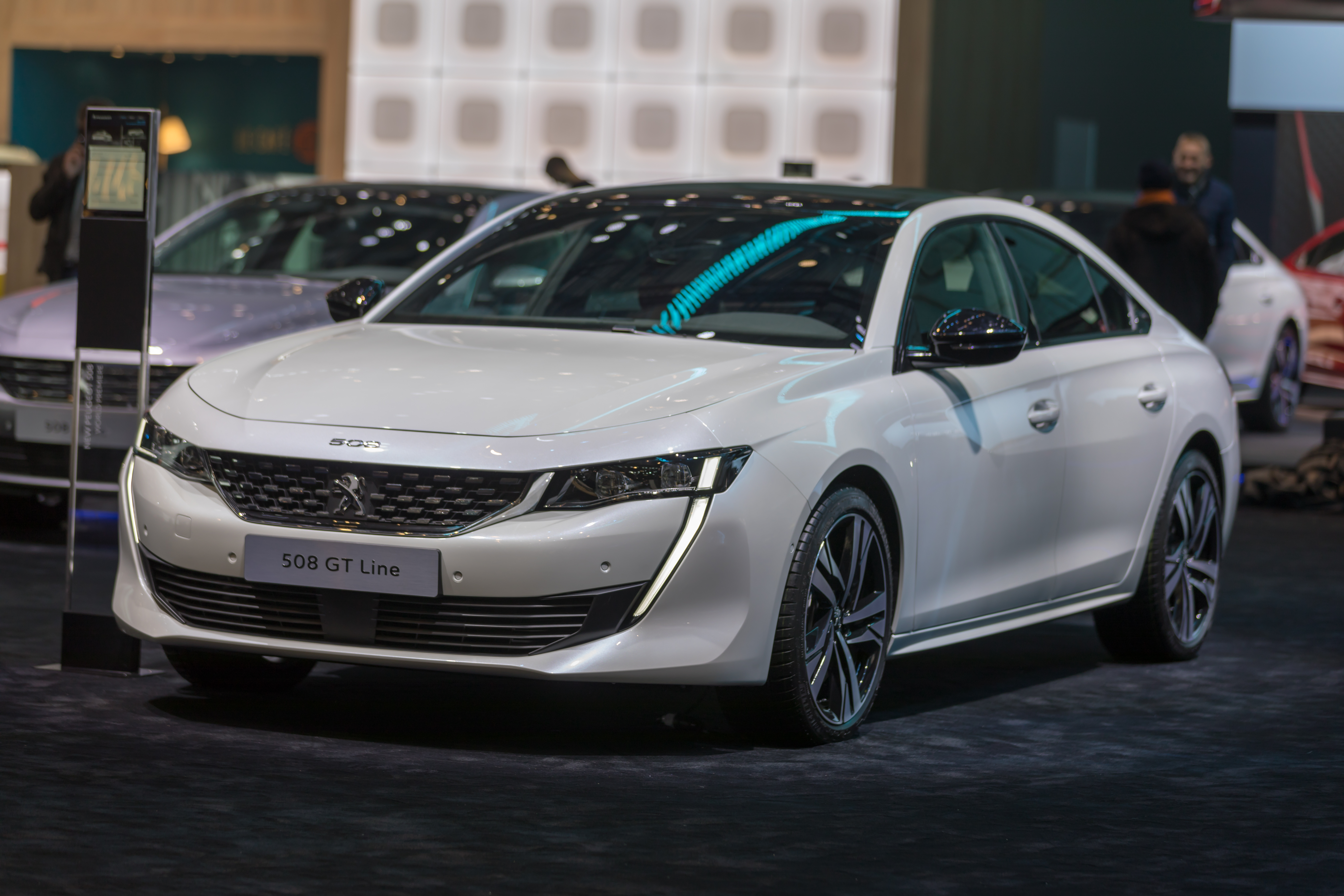
Peugeot 508

За даними [Index of Economic Freedom, The Heritage Foundation, U.S.A., 2001]: ВВП — $ 1600 млрд Темп зростання ВВП — 3,2 %. ВВП на душу населення — $ 27975. Прямі закордонні інвестиції — $ 12,5 млрд Імпорт (машини та обладнання, нафта, кам'яне вугілля, кольорові метали, целюлоза, бавовна, вовна, деревина) — $ 334 млрд (г.ч. Німеччина — 17,2 %; Італія — 9,9 %; США — 8,8 %; Велика Британія — 8,4 %; Бенілюкс — 7,7 %). Експорт (транспортне обладнання, автомобілі, сільськогосподарські і продовольчі товари, хімічні товари і напівфабрикати) — $ 377,8 млрд (г.ч. Німеччина — 15,9 %; Велика Британія — 10 %; Італія — 9,1 %; Іспанія — 8,7 %; Бенілюкс — 7,7 %).
Франція — одна з найбільших економічно розвинених країн світу. За обсягом промислової продукції Франція ділить з Італією 4-е місце у світі (після США, Японії і Німеччини). У 1997 обробна промисловість дала 25,1 % загальної доданої вартості; в ній було зайнято 4,2 млн осіб, тобто 18,6 % всіх трудових ресурсів країни. Франція займає 4-е місце у світі з експорту промислових товарів. У формуванні валового внутрішнього продукту (ВВП) Франції домінує сфера послуг. Велику роль відіграють надходження від зовнішньої торгівлі і туризму.
У Франції прийнятий принцип «змішаної економіки», що передбачає активну участь як держави, так і приватних осіб в управлінні економічною діяльністю. Франція має давню традицію планової економіки, починаючи з прийняття першого п'ятирічного національного плану в 1947; 11- й план був обнародуваний в 1993, 12-й — у 1998.
З початку 1950-х аж до початку 1970-х років середньорічний приріст ВВП становив понад 5 % (серед великих економічних держав цей показник був вище тільки в Японії). Частково це пояснюється швидким збільшенням чисельності населення і розширенням внутрішнього ринку. Однак внаслідок спаду в економіці темпи зростання ВВП за 1970–1990 знизилися наполовину, а з початку 1990-х років відбувається подальше його зниження.

## Мінеральні ресурси
Країна має великі поклади залізних руд на півночі (Лотарингія), природного газу на південному сході, калію на сході (Ельзас) та бокситів на півдні (Прованс)..

## Хімічна промисловість
Франція — один з найбільших у світі виробників хімічної та нафтохімічної продукції (у тому числі каустичної соди, синтетичного каучуку, пластмас, мінеральних добрив, фармацевтичних товарів та інш.), чорних і кольорових (алюміній, свинець і цинк) металів. Великою популярністю на світовому ринку користуються французький одяг, взуття, ювелірні вироби, парфуми і косметика, коньяки, сири (виробляється близько 400 сортів).

## Сільське господарство
Франція — провідна сільськогосподарська країна в Європейському союзі. На частку Франції припадає понад 21 % сільськогосподарської продукції країн ЄС (у вартісному вираженні). Франція — найбільший в Європі і другий у світі (після США) експортер сільськогосподарської продукції. Головна галузь сільського господарства — тваринництво. Площа сільськогосподарських угідь становить 2/3 території Франції (35,5 млн га). Вирощують зернові — пшеницю, ячмінь, кукурудзу, а також цукровий буряк. Виноградарство, овочівництво, садівництво і квітництво. Морське рибальство і розведення устриць. Особливо велика роль Франції в постачанні зернових (50 млн т/рік, головним чином пшениці і кукурудзи) на світовий ринок. Вона постачає також м'ясо (яловичину, свинину і баранину), молочні продукти, овочі, фрукти і вино.

## Енергетика

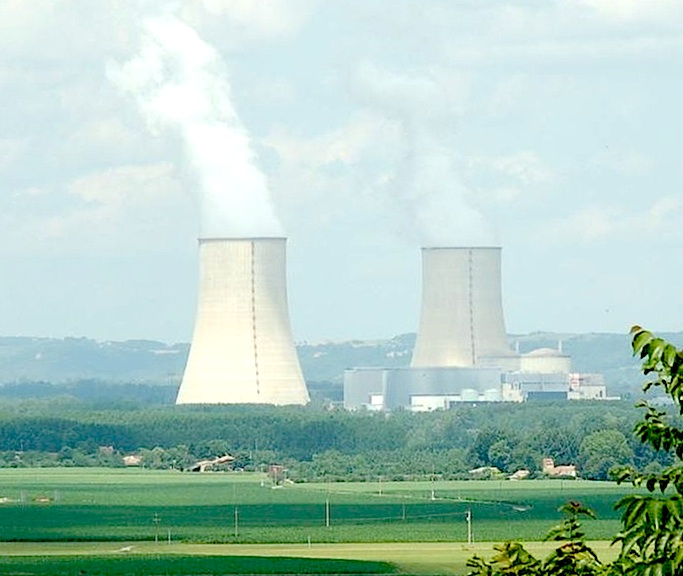
Франція покладається на ядерну енергію.

Динаміка виробництва електроенергії у Франції, 1980–2012:
Гідроенергетика
Атомна енергетика
Теплоенергетика
Відновлювана енергетика

Франція займає 2-е місце у світі (після США) по використанню атомної енергії. У 1997 на частку АЕС Франції припадало 91 % всієї виробленої електроенергії. Власний видобуток вугілля, нафти і газу покриває всього 2 % суми споживання первинної енергії у Франції. В той же час Mining Annual Review 2002 повідомляє, що частка АЕС у 2001 р склала тільки 50 %, що може бути пояснено обережнішим ставленням до ядерної енергетики після Чорнобильської катастрофи. Зростає частка відновлювальної енергетики, зокрема — вітроенергетики.

## Транспорт
Розвинені всі види сучасного транспорту. Головні морські порти — Марсель, Гавр, Дюнкерк, Руан, Нант, Сен-Назер, Бордо. Транспортна мережа має радіальну конфігурацію з єдиним центром — Парижем. Франція посідає одне з перших місць у світі за довжиною автошляхів і величиною автопарку. Найважливіша автострада — Лілль-Париж-Ліон-Марсель. Головні водні магістралі — Сена (яка через Уазу і Північний канал пов'язана з Північним районом, а через Марну і канал Марна-Рейн — з Лотарингією та Ельзасом) і каналізована р. Мозель (шлях для експорту лотаринзької руди і металу, а також імпорту вугілля і коксу); на ці шляхи припадає понад 4/5 перевезень.